# Maruša Mišmaš-Zrimšek
Maruša Mišmaš, née le 24 octobre 1994 à Grosuplje, est une athlète slovène, spécialiste du steeple.

## Carrière
Son record personnel, également record national, est de 9 min 20 s 97, obtenu à Oslo le 13 juin 2019.
Le 5 juin 2019, elle devient la 11e meilleure performeuse de l'histoire en 6 min 11 s 92 sur la distance peu courue de 2 000 m steeple.
Elle se classe 12e des championnats du monde 2019 à Doha en 9 min 25 s 80.
En 2023, elle réalise successivement deux records nationaux : 9 min 13 s 61 le 5 mai 2023 à Doha, puis 9 min 10 s 07 à Florence. Aux championnats du monde de Budapest elle termine à la sixième place avec un nouveau record en 9 min 6 s 37.

## Palmarès
| Date | Compétition                       | Lieu             | Résultat | Épreuve         | Temps              |
| ---- | --------------------------------- | ---------------- | -------- | --------------- | ------------------ |
| 2010 | Jeux olympiques de la jeunesse    | Singapour        | 5e       | 400 m haies     | 1 min 00 s 69      |
| 2012 | Championnats du monde juniors     | Barcelone        | 9e       | 1 500 m         | 9 min 14 s 96      |
| 2013 | Championnats d'Europe par équipes | Kaunas           | 4e       | 5 000 m         | 16 min 35 s 89     |
| 2013 | Championnats d'Europe par équipes | Kaunas           | 1re      | 3 000 m st.     | 9 min 58 s 93      |
| 2013 | Championnats d'Europe juniors     | Rieti            | 2e       | 3 000 m st.     | 9 min 51 s 15      |
| 2014 | Championnats d'Europe par équipes | Tallinn          | 4e       | 1 500 m         | 4 min 14 s 42      |
| 2014 | Championnats d'Europe par équipes | Tallinn          | 2e       | 3 000 m st.     | 9 min 40 s 49      |
| 2014 | Championnats d'Europe             | Zurich           | 10e      | 3 000 m st.     | 9 min 54 s 75      |
| 2015 | Championnats des Balkans en salle | Istanbul         | 1re      | 1 500 m         | 9 min 00 s 13      |
| 2015 | Championnats d'Europe en salle    | Prague           | 8e       | 3 000 m         | 8 min 59 s 51      |
| 2015 | Championnats d'Europe espoirs     | Tallinn          | 5e       | 3 000 m st.     | 9 min 52 s 03      |
| 2015 | Championnats des Balkans          | Pitești          | 2e       | 3 000 m st.     | 10 min 03 s 83     |
| 2017 | Championnats d'Europe par équipes | Tel Aviv         | 3e       | 3 000 m         | 9 min 18 s 90      |
| 2018 | Jeux méditerranéens               | Tarragone        | 3e       | 3 000 m st.     | 9 min 35 s 57      |
| 2018 | Championnats d'Europe             | Berlin           | 11e      | 3 000 m st.     | 9 min 34 s 50      |
| 2019 | Championnats d'Europe par équipes | Varazdin         | 6e       | 3 000 m         | 9 min 24 s 51      |
| 2019 | Ligue de diamant                  | Ligue de diamant | 11e      | 3 000 m st.     | 9 min 53 s 49      |
| 2019 | Championnats du monde             | Doha             | 12e      | 3 000 m st.     | 9 min 25 s 80      |
| 2019 | Jeux mondiaux militaires          | Wuhan            | 2e       | 3 000 m st.     | 9 min 24 s 47      |
| 2021 | Jeux olympiques                   | Tokyo            | 6e       | 3 000 m st.     | 9 min 14 s 84 (NR) |
| 2022 | Championnats du monde             | Eugene           | 14e      | 3 000 m st.     | 9 min 40 s 78      |
| 2023 | Championnats d'Europe en salle    | Istanbul         | 8e       | 3 000 m         | 8 min 49 s 98      |
| 2023 | Jeux européens                    | Chorzów          | 2e       | 3 000 m st.     | 9 min 23 s 41      |
| 2023 | Championnats du monde             | Budapest         | 6e       | 3 000 m steeple | 9 min 06 s 37      |

## Records
| Épreuve              | Performance        | Lieu     | Date              |
| -------------------- | ------------------ | -------- | ----------------- |
| 1 500 mètres         | 4 min 06 s 64      | Ostrava  | 16 juin 2019      |
| 3 000 mètres         | 9 min 02 s 91      | Zagreb   | 2 septembre 2015  |
| 5 000 mètres         | 16 min 19 s 04     | Ptuj     | 22 septembre 2018 |
| 2 000 mètres steeple | 5 min 47 s 79 (WB) | Liévin   | 19 février 2020   |
| 3 000 mètres steeple | 9 min 06 s 37 (NR) | Budapest | 27 août 2023      |